# 카스타모누주

카스타모누주의 위치

카스타모누주(튀르키예어: Kastamonu ili)는 튀르키예 북부에 위치한 주로, 흑해 지역에 속한다. 주도는 카스타모누이며 면적은 13,108km2, 인구는 322,759명(2006년 기준), 자동차 번호는 37번, 시외전화 지역번호는 0366번이다. 북쪽으로는 흑해와 접하고 있고 동쪽으로는 시노프주, 서쪽으로는 바르틴주와 카라뷔크주, 남쪽으로는 창키리주, 남동쪽으로는 초룸주와 접하며 20개 군을 관할한다.